# Nepenthes mollis
Nepenthes mollis Danser, 1928 è una pianta carnivora della famiglia Nepenthaceae, endemica del Monte Kemul, nel Borneo, dove cresce a 1800 m.